# Aimlabs
Aimlabs, anteriormente Aim Lab, es un juego de disparos y entrenamiento de puntería lanzado el 16 de junio de 2023. Fue desarrollado y publicado por State Space Labs, Inc. Permite a los jugadores practicar y optimizar su juego en un entorno de disparos en primera o tercera persona. Está disponible para Windows y Android e iOS respectivamente.

## Gameplay
Mientras los jugadores completan ciertas tareas en el juego, este recopilará información sobre la precisión y el tiempo de reacción y ofrecerá comentarios basados en su desempeño. Se puede ajustar para tener la física de ciertos juegos, y los mapas de esos juegos también están disponibles en el juego.

## Desarrollo y lanzamiento
Aimlabs, entonces llamado Aim Lab, estuvo disponible en acceso anticipado de Steam a partir del 7 de febrero de 2018. Se lanzó una versión móvil del juego para iOS y Android el 14 de julio de 2022, y el juego se lanzó oficialmente en Windows el 16 de junio de 2023, rebautizándose como Aimlabs. En los primeros dos días de su lanzamiento completo, alcanzó el puesto número 1 en la lista de bestsellers de Steam y alcanzó los 30 millones de jugadores en todo el mundo.
El juego creció significativamente durante la pandemia de COVID-19. En septiembre de 2021, el juego tenía 5 millones de usuarios activos mensuales de un total de 20 millones, en comparación con 100.000 de 1,5 millones en marzo de 2020.
En 2021, Ubisoft anunció que Aimlabs se convirtió en el socio oficial de entrenamiento de FPS para Tom Clancy's Rainbow Six Siege. Riot Games siguió en 2022 y anunció lo mismo con Valorant. También se ha asociado con el Valorant Champions Tour y la Call of Duty League. Además, Aimlabs colaboró con la empresa de neurotecnología Kernel para utilizar el juego en estudios sobre parálisis cerebral y actividad cerebral durante los juegos. 

## Recepción
Emma Matthews de PC Gamer dio una crítica positiva de Aimlabs, diciendo que el juego señala eficazmente los errores y permite al jugador mejorar a partir de ellos.